# HMS Ramskär (61)
HMS Ramskär (61) var en minsvepare i svenska flottan av Arholma-klass. Hon utangerades 1966 och såldes för skrotning i Ystad 1972. Hennes kojer och hyttventiler skänktes då till Skeppsholmsgården som installerade dessa i skolfartyget Shamrock.

## Utlandsresa

### 1957
Resan gick till Nordkap. Resan gick tillsammans med minsveparna, HMS Ulvön (58) och HMS Landsort (54) samt delvis med HMS Älvsnabben (M01). 
1. Uddevalla Avseglade 22 juli 1957
2. Trondheim, Norge Anlöpte 25 juli 1957, avseglade 29 juli 1957
3. Nordkap, Norge Anlöpte 31 juli 1957
4. Tromsø, Norge Anlöpte 1 augusti 1957, avseglade 5 augusti 1957
5. Bergen, Norge Anlöpte 9 augusti 1957, avseglade 12 augusti 1957
6. Göteborg Anlöpte 13 augusti 1957
7. Hårsfjärden Anlöpte 16 augusti 1957

## Källor

HMS Ramskärs heraldiska vapen.